# 林越峰
林越峰（1909年—？），本名林海成，林越峰是其筆名。林越峰本籍台灣台中；台灣日治時期作家，亦曾為台灣文化協會、台灣文藝聯盟成員。
僅小學畢業的林越峰以自學方式變成作家，其文章如《到城市去》、《好年光》、《紅蘿蔔》等文章陸續於1934年－1935年刊登在《台灣文藝》等文學雜誌。他的寫作風格除了有其農民色彩外，亦充滿對台灣社會的評判。據林越峰自述，他從事寫作的目的除了「利用小說，可以講一些改革舊制度的話，如舊禮教、壞風俗等」外，也蘊涵著台灣民族意識。也因此，他亦被歸類於台灣鄉土文學的代表性人物之一。

## 作品在戰後的出版情況
- 張恆豪主編，《陳虛谷、張慶堂、林越峰合集》，台北市前衛出版社，1991年。
- 吳福助主編，《日治時期臺灣小說彙編 》，臺中市 : 文听閣圖書，2008年。該書收有林越峰的〈最後的喊聲〉。

## 相關研究

### 博碩士論文
使用「台灣博碩士論文知識加值系統」查詢，到2011年10月8日為止，還沒有一本論文專門以林越峰及其作品為研究對象。

### 論文集論文
使用「台灣文史哲論文集論文篇目索引系統」查詢，到2011年10月8日為止，還沒有一篇論文專門以林越峰及其作品為研究對象。

### 期刊論文及相關文章
使用「台灣期刊論文索引系統」查詢，到2011年10月8日為止，已找到一篇。
- 陳國富，〈殖民地文化活動另一章:訪日據時代臺灣電影辯士林越峰 〉，1984年5月《文季文學雙月刊》。

### 書籍
使用「全國圖書書目資訊網」查詢，到2011年10月8日為止，還沒有一本書專門以林越峰及其作品為談論對象。

## 外部連結
- 台中市政府五文化局>閱讀推廣>林越峰 （页面存档备份，存于）
- 林越峰_互動百科 （页面存档备份，存于）